# Championnats d'Afrique d'haltérophilie 2018
Navigation
Édition précédente Édition suivante
Les championnats d’Afrique d’haltérophilie 2018 ont eu lieu du 10 au 17 août 2018 à Mahébourg à  Maurice. 

## Femmes

### Classement
| Rang | Nation         | Or | Argent | Bronze | Total |
| ---- | -------------- | -- | ------ | ------ | ----- |
| 1    | Algérie        | 9  | 0      | 3      | 12    |
| 2    | Maurice        | 8  | 7      | 9      | 24    |
| 3    | Égypte         | 3  | 0      | 0      | 3     |
| 4    | Afrique du Sud | 2  | 1      | 0      | 3     |
| 4    | Madagascar     | 2  | 1      | 0      | 3     |
| 6    | Seychelles     | 0  | 6      | 0      | 6     |
| 7    | Kenya          | 0  | 3      | 0      | 3     |
|      | Total          | 24 | 18     | 12     | 54    |

### Médaillés
| Épreuve     | Or                                     | Argent                           | Bronze                    |       |       |
| 48 kg       | 48 kg                                  | 48 kg                            | 48 kg                     | 48 kg | 48 kg |
| ----------- | -------------------------------------- | -------------------------------- | ------------------------- | ----- | ----- |
| Arraché     | Nour El Houda Sabri 55 kg              |                                  |                           |       |       |
| Épaulé-jeté | Nour El Houda Sabri 70 kg              |                                  |                           |       |       |
| Total       | Nour El Houda Sabri 125 kg             |                                  |                           |       |       |
| 53 kg       |                                        |                                  |                           |       |       |
| Arraché     | Marie Hanitra Roilya Ranaivosoa 80 kg  | Kathsia Telemaque 50 kg          |                           |       |       |
| Épaulé-jeté | Marie Hanitra Roilya Ranaivosoa 100 kg | Kathsia Telemaque 60 kg          |                           |       |       |
| Total       | Marie Hanitra Roilya Ranaivosoa 180 kg | Kathsia Telemaque 115 kg         |                           |       |       |
| 58 kg       |                                        |                                  |                           |       |       |
| Arraché     | Fatima Zohra Laghouati 64 kg           | Winny Chepngeno Langat 63 kg     | Priyanka Gopaloodoo 43 kg |       |       |
| Épaulé-jeté | Fatima Zohra Laghouati 81 kg           | Winny Chepngeno Langat 75 kg     | Priyanka Gopaloodoo 52 kg |       |       |
| Total       | Fatima Zohra Laghouati 145 kg          | Winny Chepngeno Langat 138 kg    | Priyanka Gopaloodoo 95 kg |       |       |
| 63 kg       |                                        |                                  |                           |       |       |
| Arraché     | Elisa Vania Ravololoniaina 85 kg       | Ketty Lent 77 kg                 | Aurélie Apaya 60 kg       |       |       |
| Épaulé-jeté | Ketty Lent 101 kg                      | Elisa Vania Ravololoniaina 90 kg | Aurélie Apaya 75 kg       |       |       |
| Total       | Elisa Vania Ravololoniaina 180 kg      | Ketty Lent 178 kg                | Aurélie Apaya 130 kg      |       |       |
| 69 kg       |                                        |                                  |                           |       |       |
| Arraché     | Emmanuella Labonne 86 kg               | Mona Pretorius 82 kg             | Ikram Cherara 81 kg       |       |       |
| Épaulé-jeté | Mona Pretorius 112 kg                  | Emmanuella Labonne 107 kg        | Ikram Cherara 95 kg       |       |       |
| Total       | Mona Pretorius 194 kg                  | Emmanuella Labonne 193 kg        | Ikram Cherara 176 kg      |       |       |
| 75 kg       |                                        |                                  |                           |       |       |
| Arraché     | Alison Sunee 75 kg                     |                                  |                           |       |       |
| Épaulé-jeté | Alison Sunee 80 kg                     |                                  |                           |       |       |
| Total       | Alison Sunee 155 kg                    |                                  |                           |       |       |
| -90 kg      |                                        |                                  |                           |       |       |
| Arraché     | Bouchra Fatima Zohra Hirech 76 kg      | Chakira Rose 55 kg               | Anastajia Babet 45 kg     |       |       |
| Épaulé-jeté | Bouchra Fatima Zohra Hirech 102 kg     | Chakira Rose 75 kg               | Anastajia Babet 55 kg     |       |       |
| Total       | Bouchra Fatima Zohra Hirech 178 kg     | Chakira Rose 130 kg              | Anastajia Babet 100 kg    |       |       |
| +90 kg      |                                        |                                  |                           |       |       |
| Arraché     | Halima Abbas 113 kg                    | Shalinee Valaydon 90 kg          |                           |       |       |
| Épaulé-jeté | Halima Abbas 150 kg                    | Shalinee Valaydon 120 kg         |                           |       |       |
| Total       | Halima Abbas 263 kg                    | Shalinee Valaydon 210 kg         |                           |       |       |

## Hommes

### Classement
| Rang | Nation     | Or | Argent | Bronze | Total |
| ---- | ---------- | -- | ------ | ------ | ----- |
| 1    | Égypte     | 9  | 0      | 0      | 9     |
| 2    | Tunisie    | 6  | 0      | 0      | 6     |
| 3    | Algérie    | 4  | 11     | 0      | 15    |
| 4    | Madagascar | 3  | 0      | 0      | 3     |
| 5    | Maurice    | 2  | 5      | 12     | 19    |
| 6    | Kenya      | 0  | 6      | 0      | 6     |
| 7    | Seychelles | 0  | 2      | 7      | 9     |
| 8    | Cameroun   | 0  | 0      | 3      | 3     |
| 9    | Botswana   | 0  | 0      | 2      | 2     |
|      | Total      | 24 | 24     | 24     | 72    |

### Médaillés
| Épreuve     | Or                                         | Argent                       | Bronze                            |       |       |
| 56 kg       | 56 kg                                      | 56 kg                        | 56 kg                             | 56 kg | 56 kg |
| ----------- | ------------------------------------------ | ---------------------------- | --------------------------------- | ----- | ----- |
| Arraché     | Eric Lermen Amdriaitistouatma 100 kg       | El-Habib Lariki 95 kg        | Jack Dorian Madanamoothoo 85 kg   |       |       |
| Épaulé-jeté | Eric Lermen Amdriaitistouatma 132 kg       | El-Habib Lariki 120 kg       | Jack Dorian Madanamoothoo 105 kg  |       |       |
| Total       | Eric Lermen Amdriaitistouatma 232 kg       | El-Habib Lariki 215 kg       | Jack Dorian Madanamoothoo 190 kg  |       |       |
| 62 kg       |                                            |                              |                                   |       |       |
| Arraché     | Abdelkader Ainouazane 109 kg               | Marc Jonathan Coret 106 kg   | Riaze Daryh 80 kg                 |       |       |
| Épaulé-jeté | Marc Jonathan Coret 135 kg                 | Abdelkader Ainouazane 130 kg | Riaze Daryh 100 kg                |       |       |
| Total       | Marc Jonathan Coret 241 kg                 | Abdelkader Ainouazane 239 kg | Riaze Daryh 180 kg                |       |       |
| 69 kg       |                                            |                              |                                   |       |       |
| Arraché     | Karem Ben Hnia 145 kg                      | Rick Yves Confiance 108 kg   | Dinesh Jevin Pandoo 102 kg        |       |       |
| Épaulé-jeté | Karem Ben Hnia 175 kg                      | Dinesh Jevin Pandoo 140 kg   | Rick Yves Confiance 140 kg        |       |       |
| Total       | Karem Ben Hnia 320 kg                      | Rick Yves Confiance 248 kg   | Dinesh Jevin Pandoo 242 kg        |       |       |
| 77 kg       |                                            |                              |                                   |       |       |
| Arraché     | Ahmed Elsayed 141 kg                       | Webstar Lukose 131 kg        | Jack Anthony Madanamoothoo 123 kg |       |       |
| Épaulé-jeté | Ahmed Elsayed 180 kg                       | Webstar Lukose 156 kg        | Jack Anthony Madanamoothoo 140 kg |       |       |
| Total       | Ahmed Elsayed 321 kg                       | Webstar Lukose 287 kg        | Jack Anthony Madanamoothoo 263 kg |       |       |
| 85 kg       |                                            |                              |                                   |       |       |
| Arraché     | Ramzi Bahloul 131 kg                       | Maurice Oduor Aromo 107 kg   | Jeremy Félicité 105 kg            |       |       |
| Épaulé-jeté | Ramzi Bahloul 168 kg                       | Maurice Oduor Aromo 136 kg   | Dikabelo Solomon 135 kg           |       |       |
| Total       | Ramzi Bahloul 299 kg                       | Maurice Oduor Aromo 243 kg   | Dikabelo Solomon 235 kg           |       |       |
| 94 kg       |                                            |                              |                                   |       |       |
| Arraché     | Mahmoud Slim Mohamed 158 kg                | Saddam Messaoui 151 kg       | Ahmed Valdy Njoya 135 kg          |       |       |
| Épaulé-jeté | Mahmoud Slim Mohamed 201 kg                | Saddam Messaoui 180 kg       | Ahmed Valdy Njoya 172 kg          |       |       |
| Total       | Mahmoud Slim Mohamed 359 kg                | Saddam Messaoui 331 kg       | Ahmed Valdy Njoya 307 kg          |       |       |
| 105 kg      |                                            |                              |                                   |       |       |
| Arraché     | Ahmed Tolba Mohamed Elbasiony Ramkh 153 kg | Rabeh Chouya 148 kg          | Bristol Hansel 80 kg              |       |       |
| Épaulé-jeté | Ahmed Tolba Mohamed Elbasiony Ramkh 196 kg | Rabeh Chouya 180 kg          | Bristol Hansel 125 kg             |       |       |
| Total       | Ahmed Tolba Mohamed Elbasiony Ramkh 349 kg | Rabeh Chouya 328 kg          | Bristol Hansel 205 kg             |       |       |
| +105 kg     |                                            |                              |                                   |       |       |
| Arraché     | Walid Bidani 180 kg                        | Khelwin Juboo 115 kg         | Dhananjay Jooron 105 kg           |       |       |
| Épaulé-jeté | Walid Bidani 210 kg                        | Khelwin Juboo 140 kg         | Dhananjay Jooron 130 kg           |       |       |
| Total       | Walid Bidani 390 kg                        | Khelwin Juboo 255 kg         | Dhananjay Jooron 235 kg           |       |       |